# Balletsolist
Balletsolist (russisk: Солистка балета, da.: Ballet solist) er en sovjetisk spillefilm fra 1947 instrueret af Aleksandr Ivanovskij.
Filmen er en romantisk musicalfilm om den kreative vej for to unge kunstnere, der elsker hinanden - ballerina Natasja Subbotina og operasanger Aleksej Ozerov.